# Anta da Arca
L'Anta da Arca ou Anta do Espírito Santo d'Arca est un dolmen situé dans la freguesia d'Arca (pt), sur le territoire de la municipalité d'Oliveira de Frades (district de Viseu, Portugal),. 
Le mot anta est l'équivalent portugais d'« ante » (pilier terminal d'un temple grec ou romain), mais il est aussi employé pour désigner les pierres d'un dolmen ou le dolmen lui-même. Environ 5 000 structures mégalithiques de ce type ont été construites au Néolithique dans l'ouest de la péninsule Ibérique par les successeurs de la culture de la céramique cardiale ou Cardial.
Il est classé « Monument national » depuis 1910.

## Description
Ce monument mégalithique, du Chalcolithique, a été mentionné  par  José Leite de Vasconcelos (pt) dans un article de 1898, publié dans O Arqueólogo Português où il révèle son intention d'explorer le dolmen, qui n'aura lieu qu'en 1921. 

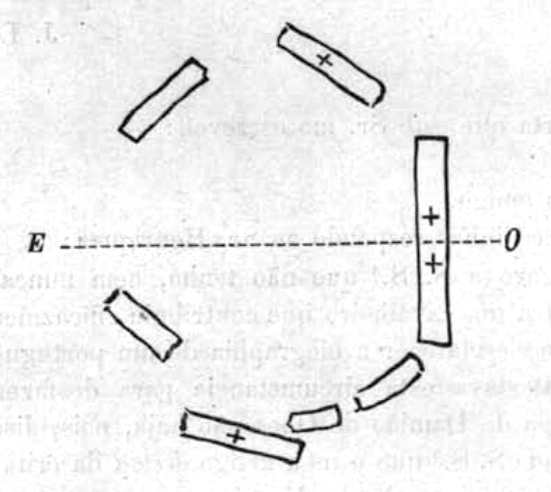
Plan de l'Anta da Arca, dessiné par José Leite de Vasconcelos (1898). La chambre est ouverte sur le côté est (E). Les symboles « + » ou « ++ » indiquent les pierres soutenant la dalle de couverture.

Il s'agit d'un dolmen avec une chambre polygonale irrégulière composée de cinq ou sept orthostates (blocs verticaux) et d'une dalle de recouvrement. Plusieurs piliers sont déjà brisés, ce qui rend difficile l'interprétation de la structure d'origine, mais trois d'entre eux sont complets et soutiennent une grande dalle (couvercle ou table) recouvrant l'espace intérieur. La chambre est vaste, mesurant 4,5 × 3,75 m et 2,65 m de haut. La dalle de couverture soutenue par les trois piliers a des bords arrondis et mesure environ 4,20 × 3,20 m.
L'Anta de Arca présente la particularité de ne pas avoir de couloir et d'être dépourvue de tumulus, ce qui la distingue des dolmens de la Beira Alta. Dans la région, un seul dolmen sans couloir est observé, celui de l'Anta de Pera do Moço (pt), dans la municipalité de Guarda. Il est toutefois possible que l'Anta de Arca ait initialement eu un couloir et que les pierres qui en provenaient aient été perdues et réutilisées dans des constructions voisines.
À proximité se trouvent le dolmen de Lapa de Meruge et le dolmen de Malhada do Cambarinho.